# Ӎ
Ӎ (minuskule ӎ) je písmeno cyrilice. Je používáno pouze v kildinské sámštině. Jedná se o variantu písmena М.